# Samuela
Samuela – żeński odpowiednik imienia Samuel. Wywodzi się od hebrajskich słów oznaczających „imię Boże” lub niech „Bóg wysłucha”. 
Samuela imieniny obchodzi 20 sierpnia.